# Vitkronad duva
Vitkronad duva (Patagioenas leucocephala) är en fågel i familjen duvor som huvudsakligen förekommer i Västindien. Den förekommer huvudsakligen i Västindien i mangroveskogar och lundar. Arten minskar i antal och listas som nära hotad av IUCN.

## Utseende och läten
Vitkronad duva är en 29–40 cm lång mycket mörk duva. Fjäderdräkten är mörkgrå med lysande vit hjässa, rödaktig näbb och ljust öga. Ungfågeln är ljus endast i pannan. Sången beskrivs som relativt ljus, hes och rytmisk: "hudi-ho-HOOOO, hudi-ho-HOOOO...".

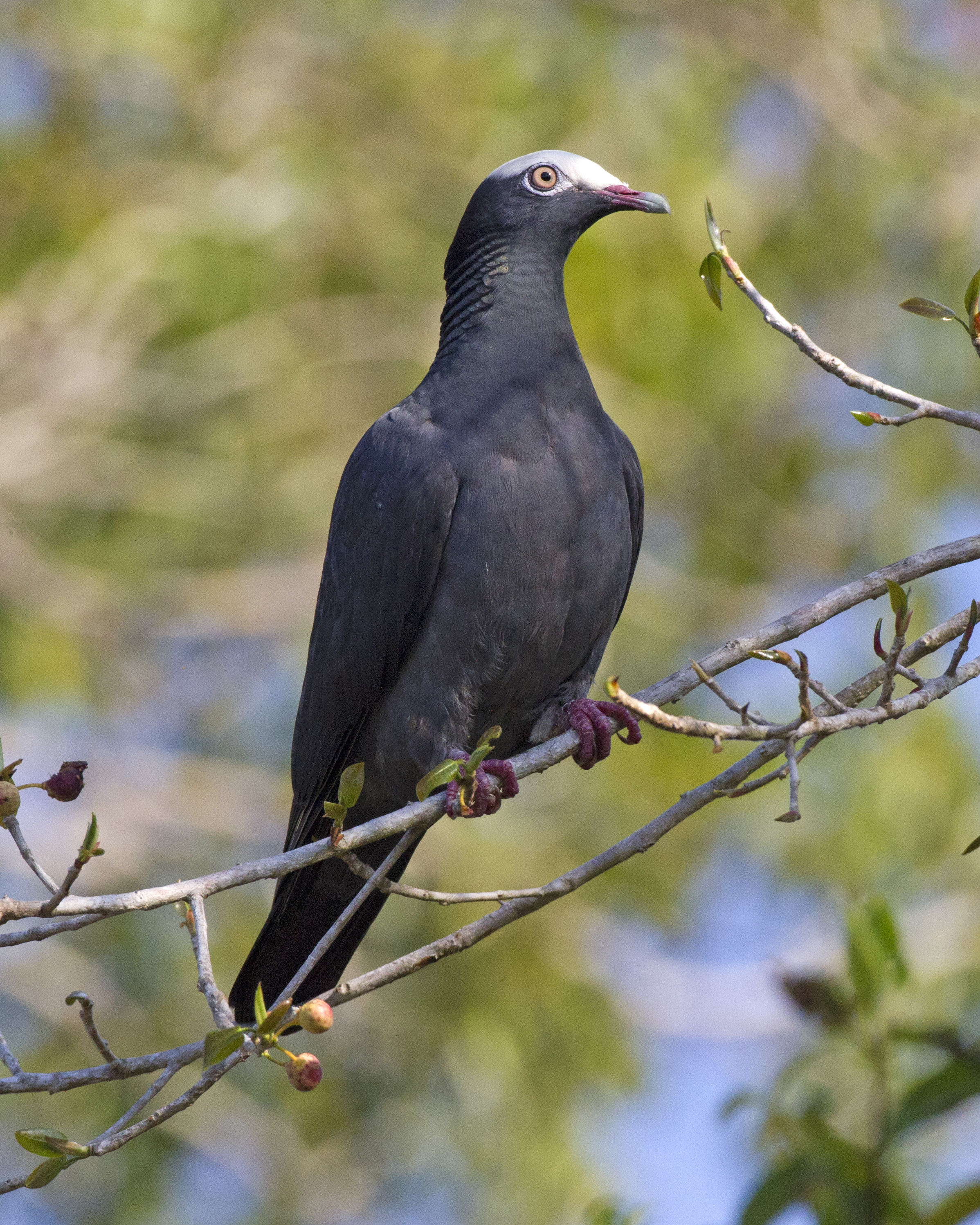

## Utbredning och systematik
Fågeln förekommer huvudsakligen i Västindien, närmare bestämt i Florida Keys och södra spetsen av fastlandet i Florida, Bahamas, Stora och Små Antillerna söderut till Guadeloupe. Den ses också på karibiska öar utanför Centralamerikas kust från Yucatánhalvön söderut till nordvästra Panama och nordcentrala Colombia. Arten behandlas som monotypisk, det vill säga att den inte delas in i några underarter. Genetiskt står den nära rödnackad duva (Patagioenas squamosa).

### Släktestillhörighet
Tidigare inkluderades arterna Patagioenas i Columba, men genetiska studier visar att de amerikanska arterna utgör en egen klad, där Gamla världens arter står närmare släktet Streptopelia.

## Levnadssätt
Vitkronad duva hittas i kustnära mangroveskogar och skogslundar. Den är skygg och tillbakadragen, och håller sig dold i lövverken där den födosöker efter frukt. Vanligen ses den i flykten, i små grupper om högst tio individer. Fågeln häckar mellan april och augusti.

## Status och hot
Vitkronad duva har ett stort utbredningsområde, men är begränsad till låglänta områden där avskogningen är som mest intensiv. Habitatförstörelsen parat med jakttryck tros ligga bakom en relativt nedgång i populationen. Internationella naturvårdsunionen IUCN kategoriserar därför arten som nära hotad. Världspopulationen uppskattas till 550 000 vuxna individer.

## Namn
Vitkronade duvans vetenskapliga artnamn leucocephala betyder just "vithuvad".